# Cordilura criddlei
Cordilura criddlei är en tvåvingeart som beskrevs av Charles Howard Curran 1929. Cordilura criddlei ingår i släktet Cordilura och familjen kolvflugor. Inga underarter finns listade i Catalogue of Life.